# Faye Marsay
Faye Elaine Marsay (Middlesbrough, 1986. december 30. –) angol színésznő. 

## Élete és pályafutása
Leginkább televíziós sorozatokból ismert, habár kisebb szerepben látható volt A legsötétebb óra (2017) és a Személyes háború (2018) című háborús filmdrámákban. Televíziós munkássága között olyan alkotások szerepelnek, mint a Glue, a Ki vagy, doki? a Trónok harca, a Fekete tükör, valamint a 2022-es Andor című Star Wars-sorozat, utóbbiban a lázadó Vel Sartha karakterét alakította. 
Színházban is játszik, illetve szinkronizált a 2015-ös Need for Speed videójátékban is.

## Filmográfia

### Film
| Év   | Magyar cím                | Eredeti cím             | Szerep          | Magyar hang         |
| ---- | ------------------------- | ----------------------- | --------------- | ------------------- |
| 2008 |                           | Is That It?             | Sue             |                     |
| 2014 | Büszkeség és bányászélet  | Pride                   | Steph Chambers  |                     |
| 2015 |                           | NippleJesus (rövidfilm) | Siobhán         |                     |
| 2017 | A legsötétebb óra         | Darkest Hour            | Sybil           |                     |
| 2017 |                           | You, Me and Him         | Alex            |                     |
| 2018 | Személyes háború          | A Private War           | Kate Richardson | Sipos Eszter Anna   |
| 2019 |                           | Seconds Out (rövidfilm) | Stella          |                     |
| 2022 | Lady Chatterley szeretője | Lady Chatterley's Lover | Hilda           | Ligeti Kovács Judit |

### Televízió
| Év        | Magyar cím                   | Eredeti cím          | Szerep                       | Megjegyzések                                                    |
| --------- | ---------------------------- | -------------------- | ---------------------------- | --------------------------------------------------------------- |
| 2013      | A fehér királyné             | The White Queen      | Neville Anna                 | 10 epizód                                                       |
| 2013      |                              | Fresh Meat           | Candice Pelling              | 8 epizód                                                        |
| 2014      | A Bletchley-kör              | The Bletchley Circle | Lizzie Lancaster             | 4 epizód                                                        |
| 2014      |                              | Glue                 | Janine Riley                 | minisorozat (8 epizód)                                          |
| 2014      | Ki vagy, doki?               | Doctor Who           | Shona McCullough             | 1 epizód                                                        |
| 2015      |                              | My Mad Fat Diary     | Katie Springer               | 3 epizód                                                        |
| 2015–2016 | Trónok harca                 | Game of Thrones      | az Árva                      | 11 epizód                                                       |
| 2016      | Vera – A megszállott nyomozó | Vera                 | Christine                    | 1 epizód                                                        |
| 2016      |                              | Love, Nina           | Nina                         | minisorozat (5 epizód)                                          |
| 2016      | Fekete tükör                 | Black Mirror         | Blue Colson                  | 1 epizód (A nemzet ellensége)                                   |
| 2017      |                              | Bancroft             | Katherine Stevens            | minisorozat (4 epizód)                                          |
| 2017      |                              | Shamed               | Sarah Ivy                    | tévéfilm                                                        |
| 2018      |                              | McMafia              | Katya Godman                 | 8 epizód                                                        |
| 2019      |                              | Deep Water           | Joanne Aspinall              | minisorozat (6 epizód)                                          |
| 2019–2020 |                              | The Sex Clinic       | narrátor                     | 11 epizód                                                       |
| 2020      |                              | Avocado Toast        | The One                      | websorozat (7 epizód)                                           |
| 2022–2025 | Andor                        | Andor                | Vel Sartha                   | főszereplő (15 epizód)                                          |
| 2023–2025 |                              | Ten Pound Poms       | Annie Roberts                | 12 epizód                                                       |
| 2025      | Kamaszok                     | Adolescence          | Misha Frank nyomozó őrmester | - minisorozat (2 epizód) - magyar hangja: - Ligeti Kovács Judit |